# Michaił Sotnikow
Michaił Wasiljewicz Sotnikow (ros. Михаил Васильевич Сотников, ur. 15 stycznia 1925 we wsi Praskowjino-Wassiljewka w Baszkirii, zm. 17 lub 19 maja 1945) – rosyjski saper, gefrajter gwardii, radziecki bohater wojenny.

## Życiorys
Sotnikow urodził się we wsi, Praskowjino-Wassiljewka w Baszkirskiej Autonomicznej Socjalistycznej Republice Radzieckiej w rodzinie chłopskiej. Przed II wojną światową pracował w kołchozie „Rodina” w obwodzie orenburskim. W 1940 ukończył VII klasę. Służył jako saper w 91. Samodzielnym Gwardyjskim Batalionie Saperów w 82. Dywizji Strzelców Gwardii 8 Armii Gwardii. Walczył na Froncie Południowo-Zachodnim, 3 Froncie Ukraińskim i 1 Froncie Białoruskim. Pierwsze odznaczenie zdobył za działania podczas operacji ofensywnej w Dniepropietrowsku, 28 listopada 1943 – usunął wówczas 45 min, podążając przed swoim oddziałem. Następnie rozminował tamę, usuwając 25 min. Odznaczono go 12 grudnia 1943 medalem „Za odwagę”. 14 stycznia 1945 w pobliżu Nowego Miasta przedarł się na linię obrony wroga, rozpoznając położenie pól minowych i zasieków, 15–20 m od okopów wroga. Za tę akcję uzyskał Order Sławy III stopnia.
W okresie od 11 do 23 lutego 1945 odznaczył się w walkach o twierdzę Poznań. W trakcie blokady fortu Va przedostał się do niego jaki pierwszy, zaatakował granatami kordegardę, rozbijając 10 żołnierzy niemieckich, ponadto ewakuował rannych żołnierzy. Podczas szturmu na cytadelę, podczas ostrzału wroga wraz z podległymi mu żołnierzami zbudował most przez fosę. Samodzielnie zabił 27 niemieckich żołnierzy. Za te działania został odznaczony Orderem Sławy II stopnia.
W dniach 23–29 kwietnia 1945 podczas bitwy o Berlin Sotnikow pod ostrzałem nieprzyjaciela oczyścił z min trasę do Szprewy i kanału Teltow, umożliwiając przekroczenie ich przez wojska radzieckie. 29 kwietnia 1945 wraz z grupą żołnierzy rozminował most, umożliwiając odbywanie się po nim stałego transportu. Pomimo doczekania końca wojny, nie wrócił do domu. 15 maja 1945 został ranny w głowę, zmarł w szpitalu ewakuacyjnym nr 2575, 17 lub 19 maja 1945. 15 maja 1946 został pośmiertnie odznaczony Orderem Sławy I stopnia.
Został pochowany na cmentarzu radzieckim nr 2 w parku im. ks. Józefa Poniatowskiego w Łodzi (mogiła nr 15).

## Odznaczenia
- Medal „Za odwagę” (13.12.1943),
- Order Sławy III stopnia (30.01.1945),
- Order Sławy II stopnia (26.03.1945),
- Order Sławy I stopnia (15.05.1946)[3].